# Might and Magic IV: Clouds of Xeen
Might and Magic IV: Clouds of Xeen es la cuarta entrega de la serie Might and Magic de New World Computing.

## Trama
Might and Magic IV tiene lugar en los eventos ocurridos después de Might and Magic III. Los problemas acaecen en el mundo Nacelle de Xeen. Un misterioso villano bajo el nombre de Lord Xeen ha reclamado posesión de la tierra y está haciendo estragos por el Nacelle. Una nueva banda de adventureros debe ser formada para detenerlo y salvar la Tierra de Xeen.

## Jugabilidad
Might and Magic IV usa un nuevo motor basado en el que se usó en Might and Magic III: Isles of Terra, y la jugabilidad es casi idéntica. Se hace más énfasis en las cut scenes que en el juego anterior, probablemente debido a la disponibilidad de discos duros con mayor capacidad.
Este juego y su sucesor, Might and Magic V: Darkside of Xeen pueden ser combinados para formar un solo gran juego, World of Xeen. En el juego, esto es visualizado haciendo que cada juego sea un "lado" de un planeta rectangular y plano. En el juego combinado, se puede acceder a áreas a las que en los juegos individuales no. Los finales de ambos juegos pueden ser alcanzados. Un tercer final se encuentra disponible en la versión combinada únicamente.
Might and Magic IV y V fueron dos de los primeros juegos en salir en disco compacto. También son los primeros juegos en salir en los que cada personaje hablará al jugador a través de sonido PCM que es grabado en los CD; el software reproduce el CD hasta las pistas específicas, buscando el offset adecuado dentro de la pista.

## Recepción
El juego fue calificado en 1993 en el número 191 de la revista Dragon, por Hartley, Patricia, y Kirk Lesser en la columna "The Role of Computers" ("el rol de las computadoras"). Los calificadores le dieron al juego 5 de 5 estrellas.